# Wilhelm Rau
Wilhelm Rau (* 15. Februar 1922 in Gera; † 29. Dezember 1999 ebenda) war ein deutscher Indologe.

## Leben
Wilhelm Rau wuchs in Gera auf und legte 1940 am dortigen Rutheneum, an dem sein Vater Oberstudienrat war, das Abitur ab. Er begann anschließend an der Universität Leipzig ein Studium in den Fächern Indologie (bei Friedrich Weller), Vergleichende Sprachwissenschaft und Klassische Philologie, bevor er zum Kriegsdienst eingezogen wurde. Gegen Ende des Zweiten Weltkriegs war er zeitweise als Dolmetscher für Hindi bei der Indischen Legion eingesetzt.
1946 nahm Rau an der Universität Marburg sein Studium wieder auf, promovierte dort 1949 in Indologie bei Johannes Nobel mit einer Arbeit über Vallabhadevas Kommentar zu Māghas Śiśupālavadha und habilitierte sich 1952 über Staat und Gesellschaft im Alten Indien. Nach einem zweijährigen Studienaufenthalt im indischen Shantiniketan übernahm er 1955 eine außerplanmäßige Professur für Vergleichende Indogermanische Sprachwissenschaft an der Universität Frankfurt am Main, bevor er 1958 die Nachfolge Nobels als Ordinarius am damaligen Indisch-Ostasiatischen Seminar der Universität Marburg antrat. 1987 wurde er  emeritiert. 
Nach der Wiedervereinigung Deutschlands übernahm Rau 1992/93 nochmals einen Lehrauftrag für Indologie an der Universität Leipzig und zog aus Marburg zurück in seine Heimatstadt Gera, wo er Ende 1999 starb. Seine umfangreiche private Fachbibliothek wurde im Jahr 2001 von der Universität Halle übernommen.
Von 1962 bis 1996 war Rau Mitherausgeber der seit 1898 erscheinenden Fachzeitschrift Orientalische Literaturzeitung. Seit 1979 war er Mitglied der Akademie der Wissenschaften und der Literatur in Mainz.

## Forschung
Hauptgegenstand von Raus Arbeiten sind die klassischen Sanskrit-Dichtungen, insbesondere die Veden und ihre philologische Erschließung; basierend auf seinen philologischen Studien legte er auch verschiedene Abhandlungen zu alltagskulturgeschichtlichen Aspekten der vedischen Epoche vor. Im Bereich der Sprachlehre und Sprachphilosophie klassischer Sanskrit-Literatur ist vor allem Raus mehrbändige kritische Ausgabe von Bhartṛharis Vākyapadīya bedeutend.
Daneben widmete sich Rau auch der Geschichte seines Fachs, der Indologie, und gab einen Band mit Porträtbildern und Kurzbiographien bedeutender deutscher Indologen heraus.

## Schriften (Auswahl)
Texteditionen zu Bhartṛharis Vākyapadīya
- Die handschriftliche Überlieferung des Vākyapadīya und seiner Kommentare. Fink, München 1971 (Abhandlungen der Marburger Gelehrten Gesellschaft, Jahrgang 1971, Band 1).
- Bhartṛharis Vākyapadīya. Die mūlakārikās nach den Handschriften hrsg. und mit einem pāda-Index versehen.  Steiner, Wiesbaden 1977 (Abhandlungen für die Kunde des Morgenlandes, Band 42, 4). ISBN 3-515-02403-4.
- (mit Peri Sarveswara Sharma:) Vākyapadīyaprameyasamgraha. Ein anonymes Scholion zum 2. Kānḍạ des Vākyapadīya. Nach der einzigen bekannten Handschrift hrsg. Fink, München 1981. ISBN 3-7705-1864-0.
- Bhartṛharis Vākyapadīya. Vollständiger Wortindex zu den mūlakārikās. Steiner, Stuttgart 1988 (Akademie der Wissenschaften und der Literatur, Abhandlungen der Geistes- und Sozialwissenschaftlichen Klasse, Jahrgang 1988, Band 11). ISBN 3-515-05303-4.
- Bhartṛharis Vākyapadīya II: Text der Palmblatt-Handschrift Trivandrum S.N. 532 (= A). Steiner, Stuttgart 1991 (Akademie der Wissenschaften und der Literatur, Abhandlungen der Geistes- und Sozialwissenschaftlichen Klasse, Jahrgang 1991, Band 7) ISBN 3-515-06001-4.

Monographien
- Staat und Gesellschaft im alten Indien. Nach den Brāhmaṇa-Texten dargestellt. Harrassowitz, Wiesbaden 1957.
- Weben und Flechten im vedischen Indien. F. Steiner, Wiesbaden 1971 (Akademie der Wissenschaften und der Literatur, Abhandlungen der Geistes- und Sozialwissenschaftlichen Klasse, Jahrgang 1970, Band 11).
- Töpferei und Tongeschirr im vedischen Indien. F. Steiner, Wiesbaden 1972 (Akademie der Wissenschaften und der Literatur, Abhandlungen der Geistes- und Sozialwissenschaftlichen Klasse, Jahrgang 1972, Band 10).
- Metalle und Metallgeräte im vedischen Indien. F. Steiner, Wiesbaden 1974 (Akademie der Wissenschaften und der Literatur, Abhandlungen der Geistes- und Sozialwissenschaftlichen Klasse, Jahrgang 1973, Band 8).
- Indiens Beitrag zur Kultur der Menschheit. F. Steiner, Wiesbaden 1975 (Sitzungsberichte der Wissenschaftlichen Gesellschaft an der Johann-Wolfgang-Goethe-Universität Frankfurt am Main, Band 13.2).
- Zur vedischen Altertumskunde. Steiner, Wiesbaden 1983 (Akademie der Wissenschaften und der Literatur, Abhandlungen der Geistes- und Sozialwissenschaftlichen Klasse, Jahrgang 1983, Band 1). ISBN 3-515-03901-5.

Herausgeberschaften
- Bilder 135 deutscher Indologen. 2. erweiterte und verbesserte Auflage. Steiner, Wiesbaden 1982 (Glasenapp-Stiftung, Band 23). ISBN 3-515-03864-7. Digitalisat